# Emeric Jenei
Emeric Alexandru Jenei est un footballeur roumain né le 22 mars 1937 à Arad. 
Il est le légendaire entraîneur qui a gagné avec le Steaua Bucarest la Coupe d'Europe des clubs champions en 1986.
Il a été sélectionneur de l'équipe de Roumanie à deux reprises, entre 1986 et 1990 (participation à la Coupe du monde en 1990) et en 2000 (participation au Championnat d'Europe). 

## Carrière de joueur
- 1955-1956 : UTA Arad ( Roumanie)
- 1956-1956 : National Bucarest ( Roumanie) (prêt)
- 1957-1969 : Steaua Bucarest ( Roumanie)
- 1969-1971 : Kayserispor ( Turquie)

## Palmarès

### Joueur

#### En équipe nationale
- 12 sélections et 0 but avec l'équipe de Roumanie entre 1959 et 1964

#### En club
- Champion de Roumanie en 1960, 1961 et 1968 avec le Steaua Bucarest
- Vainqueur de la Coupe de Roumanie en 1962, 1966, 1967 et 1969 avec le Steaua Bucarest

### Entraîneur

#### Avec le Steaua Bucarest
- Vainqueur de la Ligue des champions en 1986
- Champion de Roumanie en 1976, 1978, 1985, 1986 et 1994
- Vainqueur de la Coupe de Roumanie en  1976, 1985 et 1999

#### Avec l'équipe de Hongrie
- Vainqueur de la Coupe Kirin en 1993